# Marionina glandulifera
Marionina glandulifera is een ringworm uit de familie van de Enchytraeidae. De wetenschappelijke naam van de soort is voor het eerst geldig gepubliceerd in 1960 door Jansson.